# Johan Palmgren (lagman)
Johan Palmgren, född 1746, död 11 januari 1812, var en svensk ämbetsman.
Palmgren var lagman i  Gotlands lagsaga från 1789 till 1794..